# Mosad
Mosad (în ebraică המוסד למודיעין ולתפקידים מיוחדים, transliterat ha-Mosad le-Modi'in u-le-Tafkidim Meiuhadim - „Institutul de informații și operațiuni speciale”) este serviciul de informații externe al Israelului. În traducere, Mosad înseamnă "Instituția".

## Serviciile de informații israeliene
Mosadul este una dintre cele trei instituții israeliene principale de informații:
- Mosad - se ocupă cu informațiile externe, subordonat Ministerului Primului-Ministru și aflat în strânsă colaborare cu Ministrul de Externe și cu Comisia națională de apărare/siguranță;
- Șin Bet (Serviciul de securitate generală/internă, prescurtat si Șabak cu acronimele in ebraică Ș. B. K., Șin Bet Klali), subordonat Ministerului Primului-Ministru și aflat în strânsă colaborare cu Ministrul de Siguranță Internă (Poliția, Poliția de Frontiere) și cu Comisia națională de apărare/siguranță;
- AMAN - Comandamentul de informații militare, subordonat Șefului Marelui Stat Major al Armatei și Ministerului Apărării.

Conducătorii primelor două instituții, ambele civile, au un statut comparabil - formal - cu al Inspectorului General al Poliției și al Șefului Marelui Stat Major al Armatei. Comandantul AMAN-ului poartă gradul de general-maior.
În afară de aceste trei instituții mai există și servicii de informații cu caracter civil, specific instituțional: Serviciul de informații ale poliției, Ministerului de Finanțe (evaziuni fiscale, vamale, crime economice), ale Băncii Israelului (evaziuni bancare, de bursă, anti-trust) și al  Controlorului de Stat.

## Lista directorilor Mosadului
- 1949-1952 – Reuven Shiloah
- 1953-1963 – Isser Harel
- 1963-1968 - General-maior (ret.) Meir Amit
- 1968-1974 - General-maior (ret.) Zvi Zamir
- 1974-1982 - General-maior (ret.) Yitzhak Hofi
- 1982-1989 - Nahum Admoni [1]
- 1989-1996 - Shavtay Shavit
- 1996-1998 - General-maior (ret.) Dani Yatom
- 1998-2002 - Efraim Halevy
- 2002-2010 - General-maior (ret.) Meir Dagan[2]
- 2010- 2016 - Tamir Pardo[3][4]
- 2016 -      Yossi Cohen

## Directori-adjuncți ai Mosadului
- Shmuel Toledano 1956-1963
- Yaakov Karoz 1963-
- Zvi Henkin 1980-1990
- Efraim Halevy 1990-1995
- Aliza Magen 1995-1998
- Amir Levin 1998-2000
- Tamir Pardo 2000-2010

## Galerie

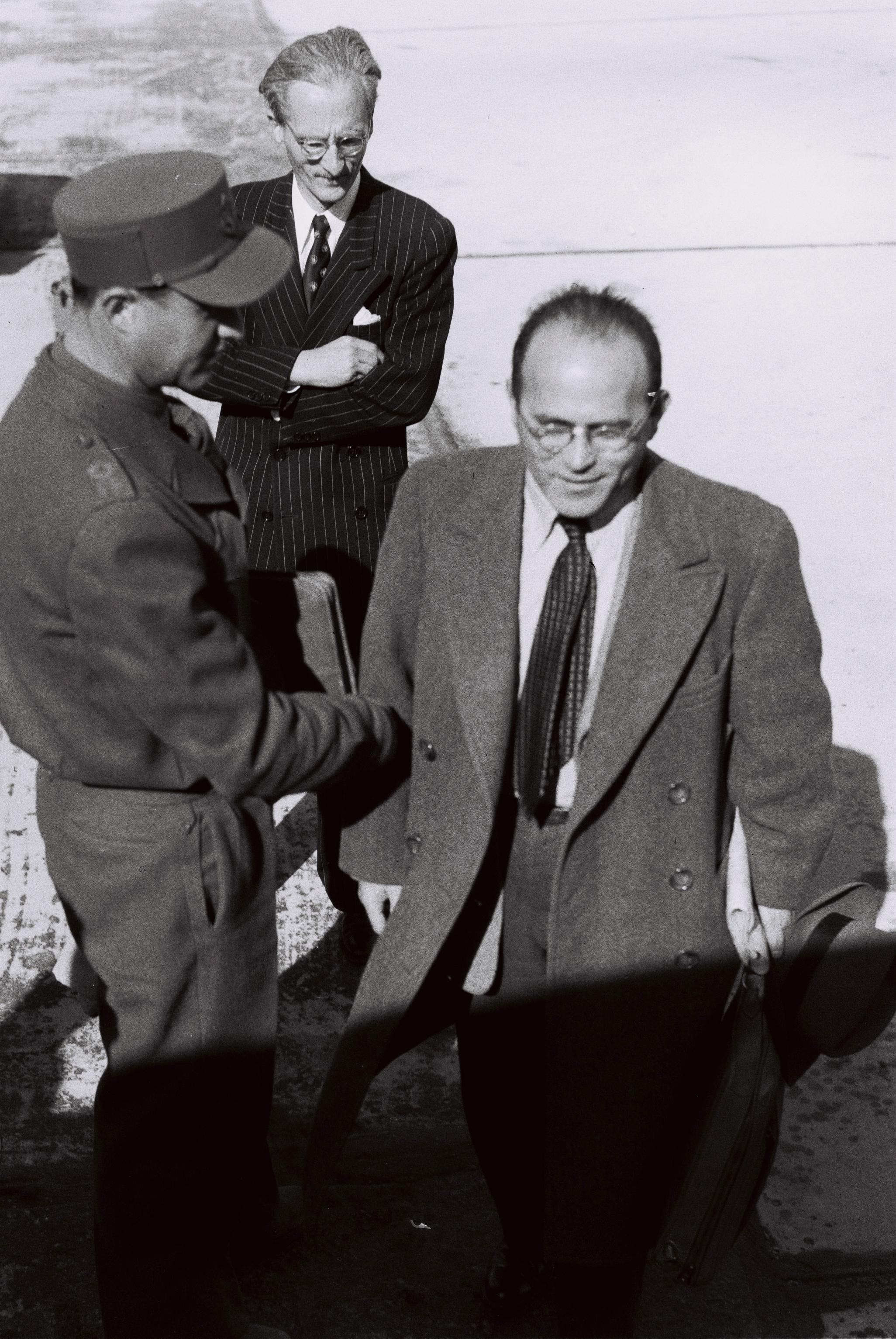
Reuven Shiloah 1949 - 1952
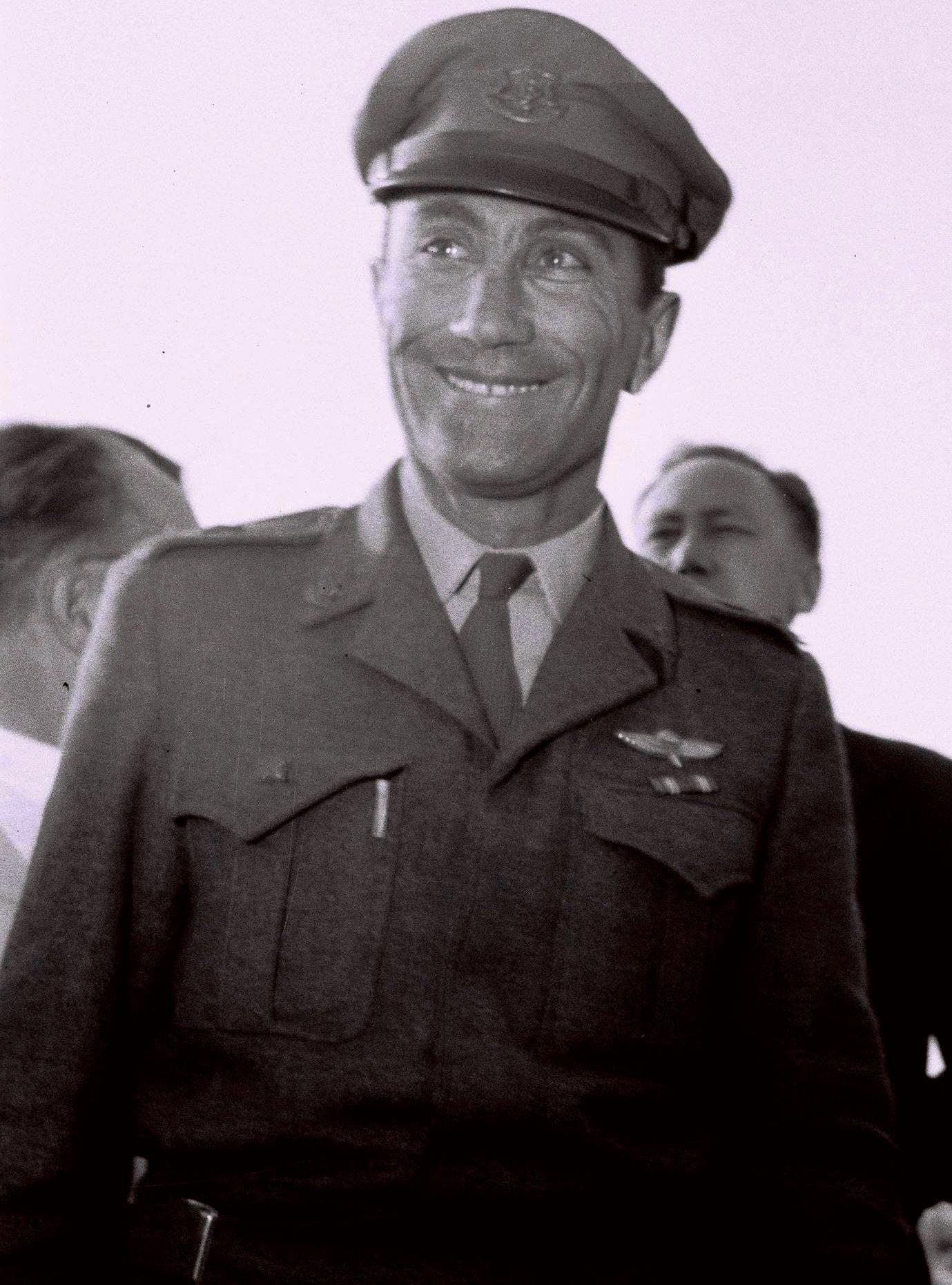
General-maior (ret.) Meir Amit 1963 - 1968
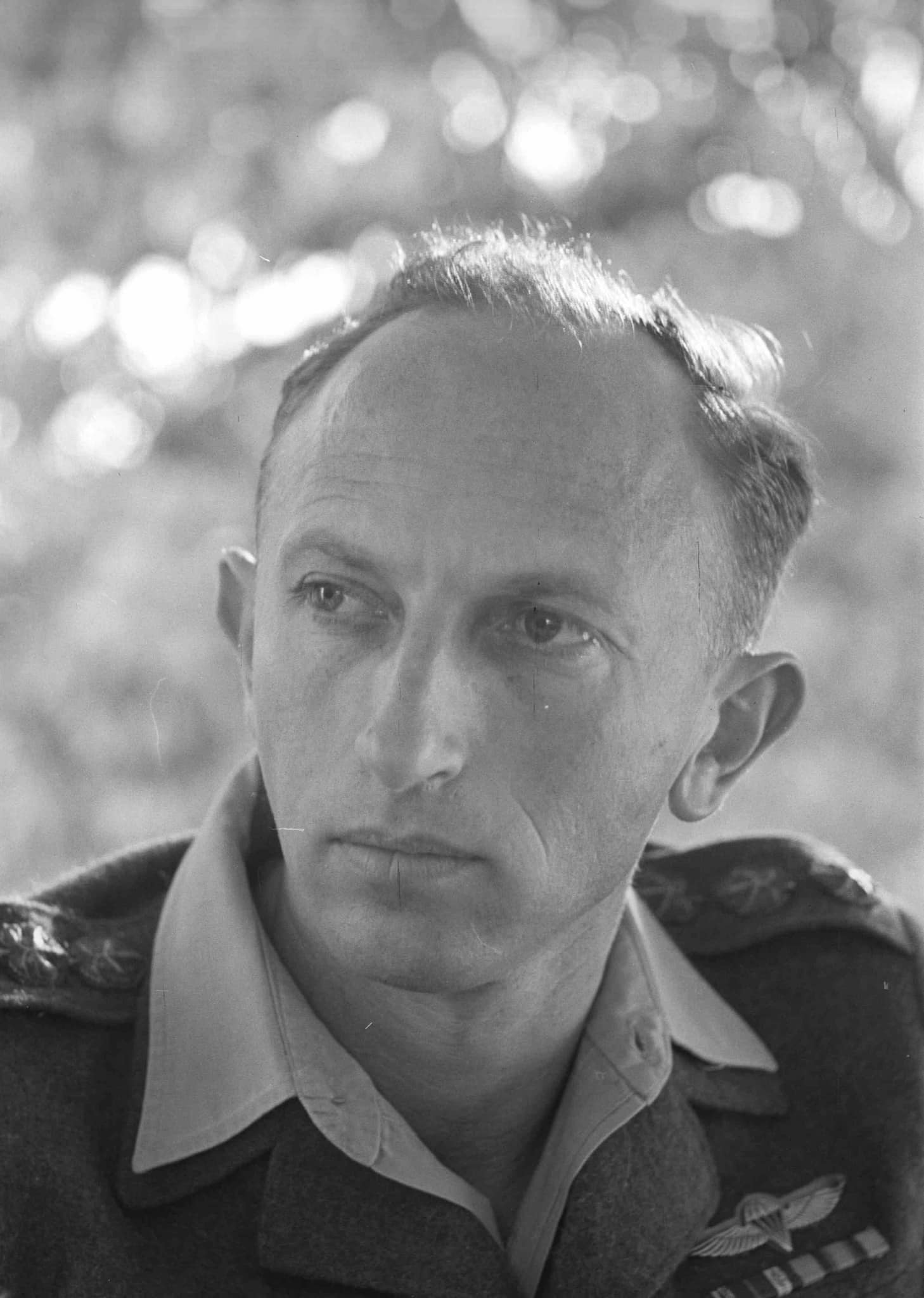
General-maior (ret.) Zvi Zamir 1968 - 1974
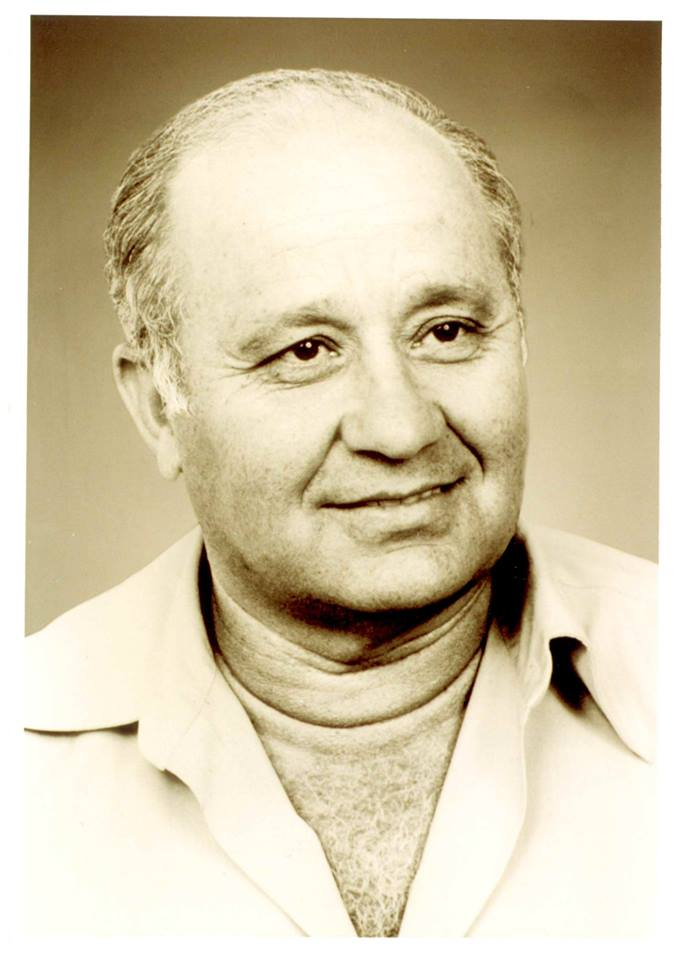
General-maior (ret.) Yitzhak Hofi 1974 - 1982
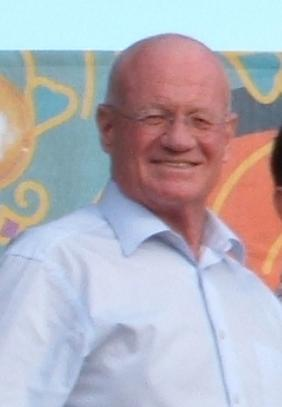
General-maior (ret.) Dani Yatom 1996 - 1998

### Filmografie
- „München”, filmul lui Steven Spielberg care descrie „Operațiunea «Mânia lui Dumnezeu»” lansată de Mosad, din ordinul Goldei Meir, prim-ministrul Israelului, de nimicire a organizației teroriste palestiniene Septembrie cel Negru, în urma asasinării celor 11 sportivi israelieni la Olimpiada de la München (1972).
- „Patrioții”, filmul lui Éric Rochant, care povestește transformarea unui tânăr evreu de origine franceză în ofițer de informații.
- „Tu vei merge pe apă”, filmul lui Eytan Fox despre un agent al Mosadului însărcinat să se infiltreze în familia unui vechi nazist.
- În serialul TV american „NCIS : Anchete Speciale” realizat de Donald P. Bellisario și Don McGill și difuzat de CBS (Columbia Broadcasting System) una dintre personajele principale, anchetatoarea Ziva David (interpretată de Cote De Pablo), agentă a Mosadului detașată la poliția marinei militare americane („NCIS”) este un fel de super-agentă poliglotă, specialistă în anchete și luptătoare de temut folosind armele și mâinile libere.
- „The Spy”, mini-serialul Netflix în care Sacha Baron Cohen joacă rolul cerebrului spion israelian Eli Cohen (https://en.wikipedia.org/wiki/Eli_Cohen)